# Нагорянські печери
Нагоря́нські пече́ри — карстові печери поблизу села Нагоряни Могилів-Подільського району Вінницької області України. Геологічна пам'ятка природи місцевого значення.
Мальовничий скельний вихід на поверхню вапняків крейдяного віку з карстовими печерами на лівому березі р. Дністер.
Нагорянські печери належать до епохи середнього і верхнього палеоліту. В скелі видовбані отвори різних розмірів, за версією дослідників, у них проживали неандертальці.
У центральній частині скелі розташована печера, в якій проводилися народні збори, а також зароджувалася екзогамія типу пуналуа (punalua).

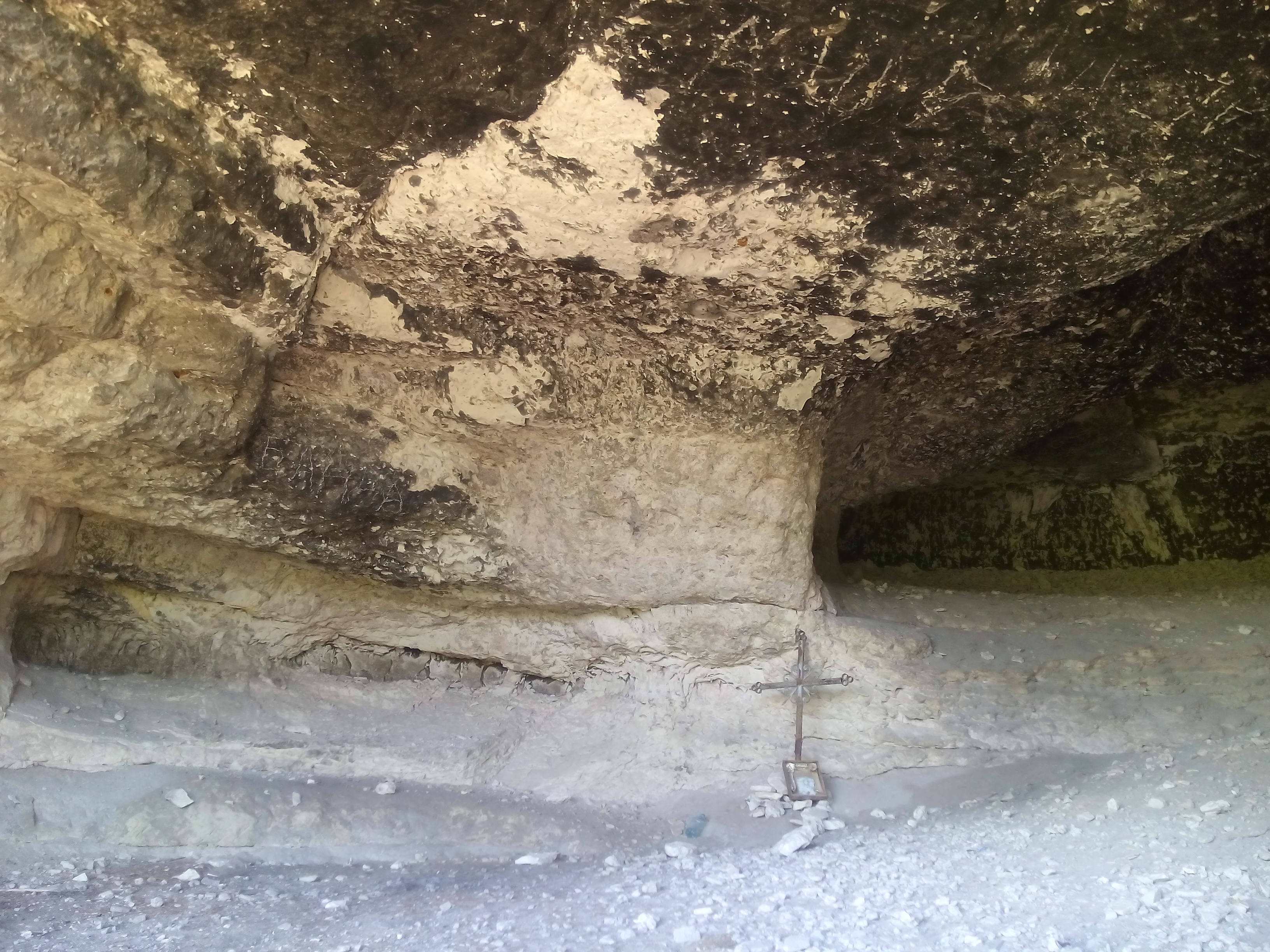
border
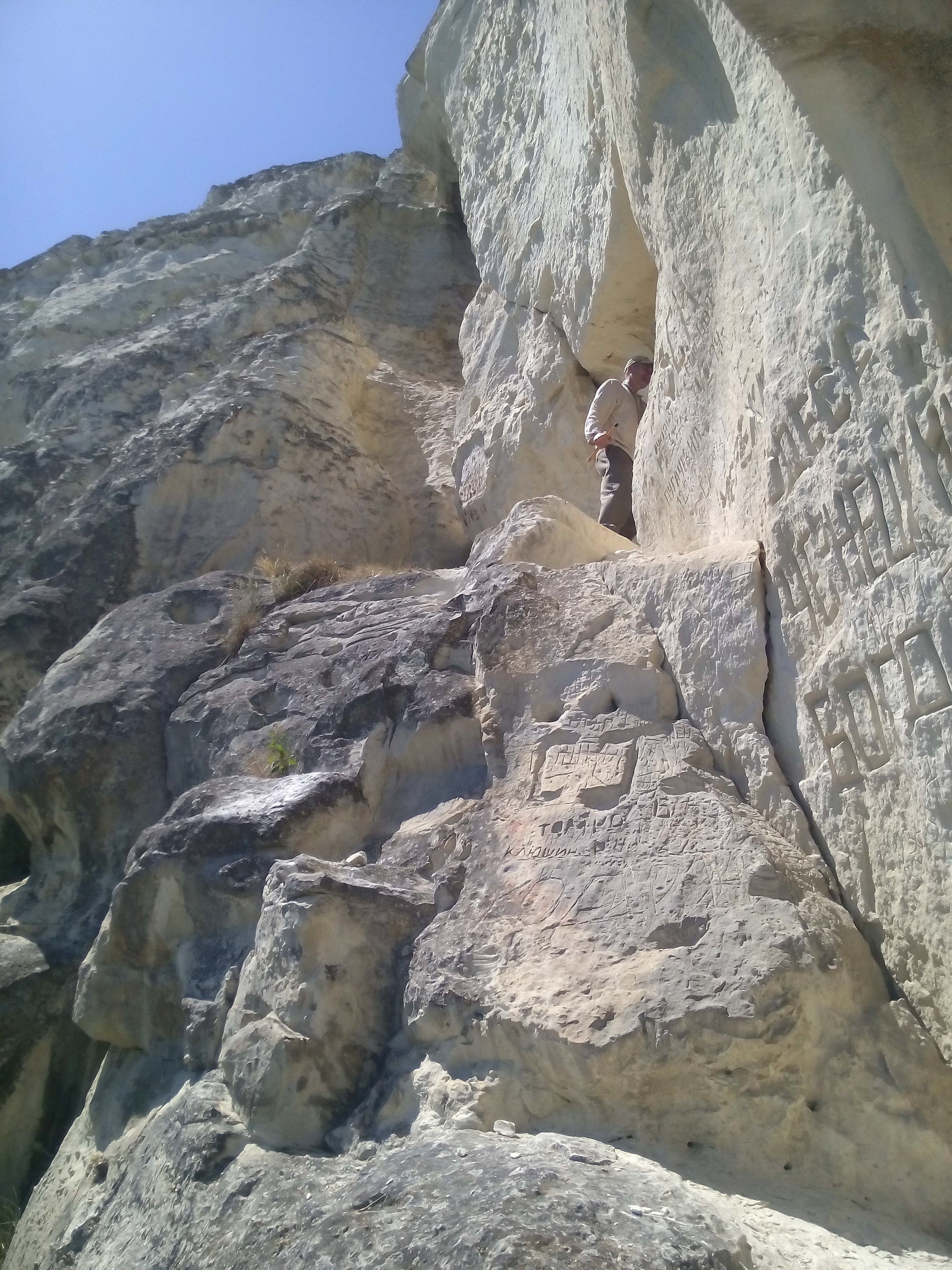
Скелі
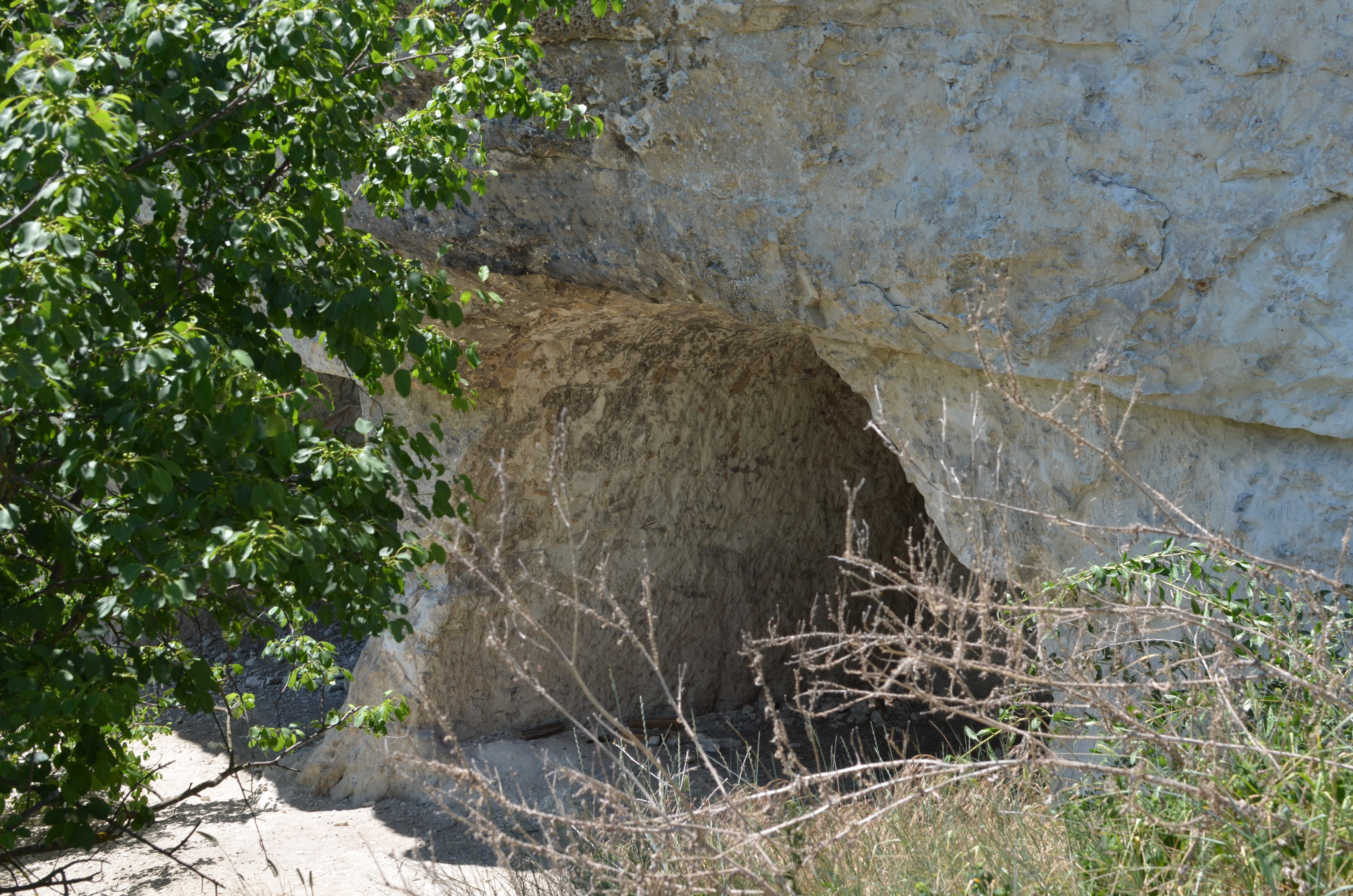
border
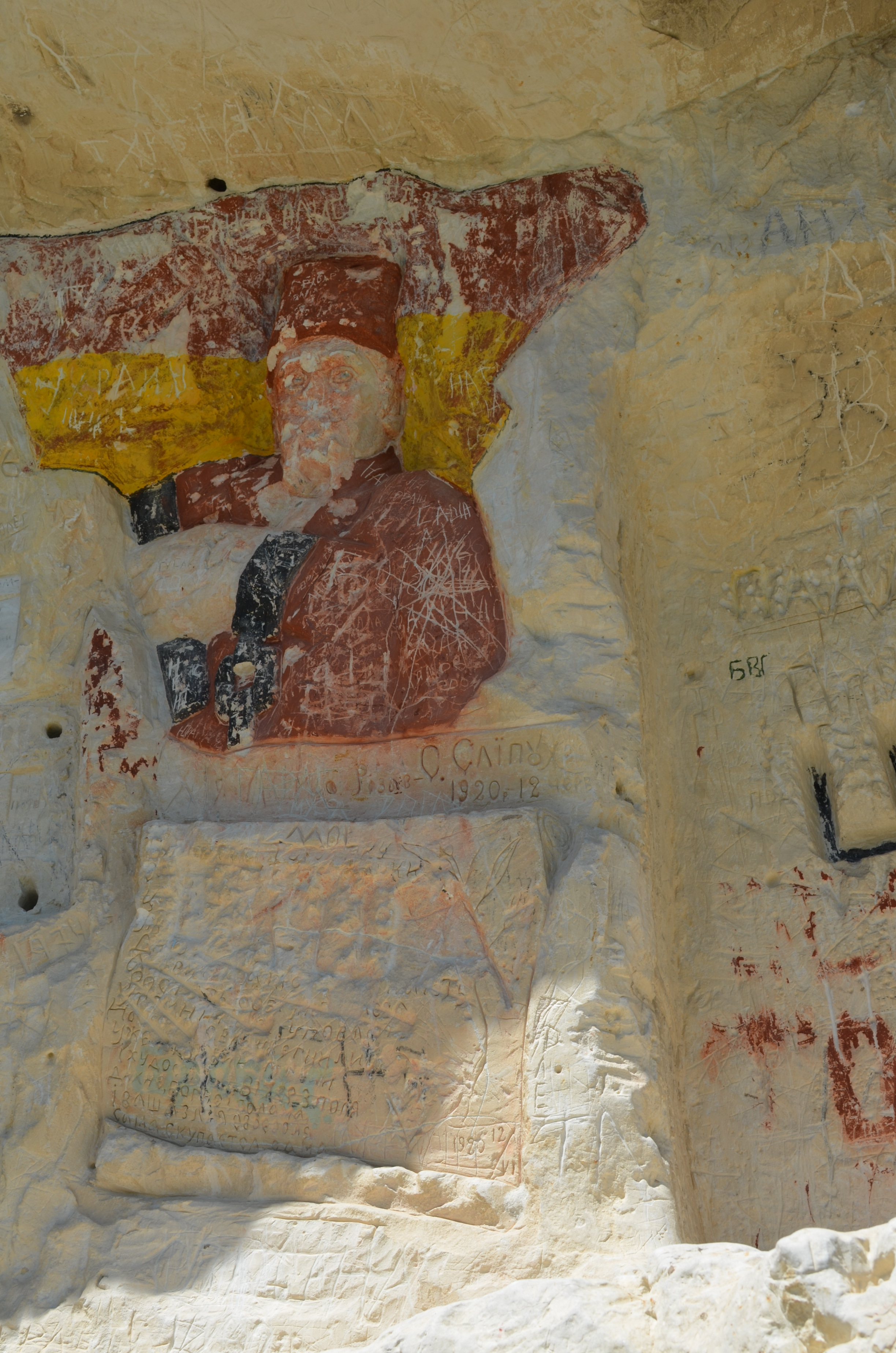
Зображення Тараса Шевченка
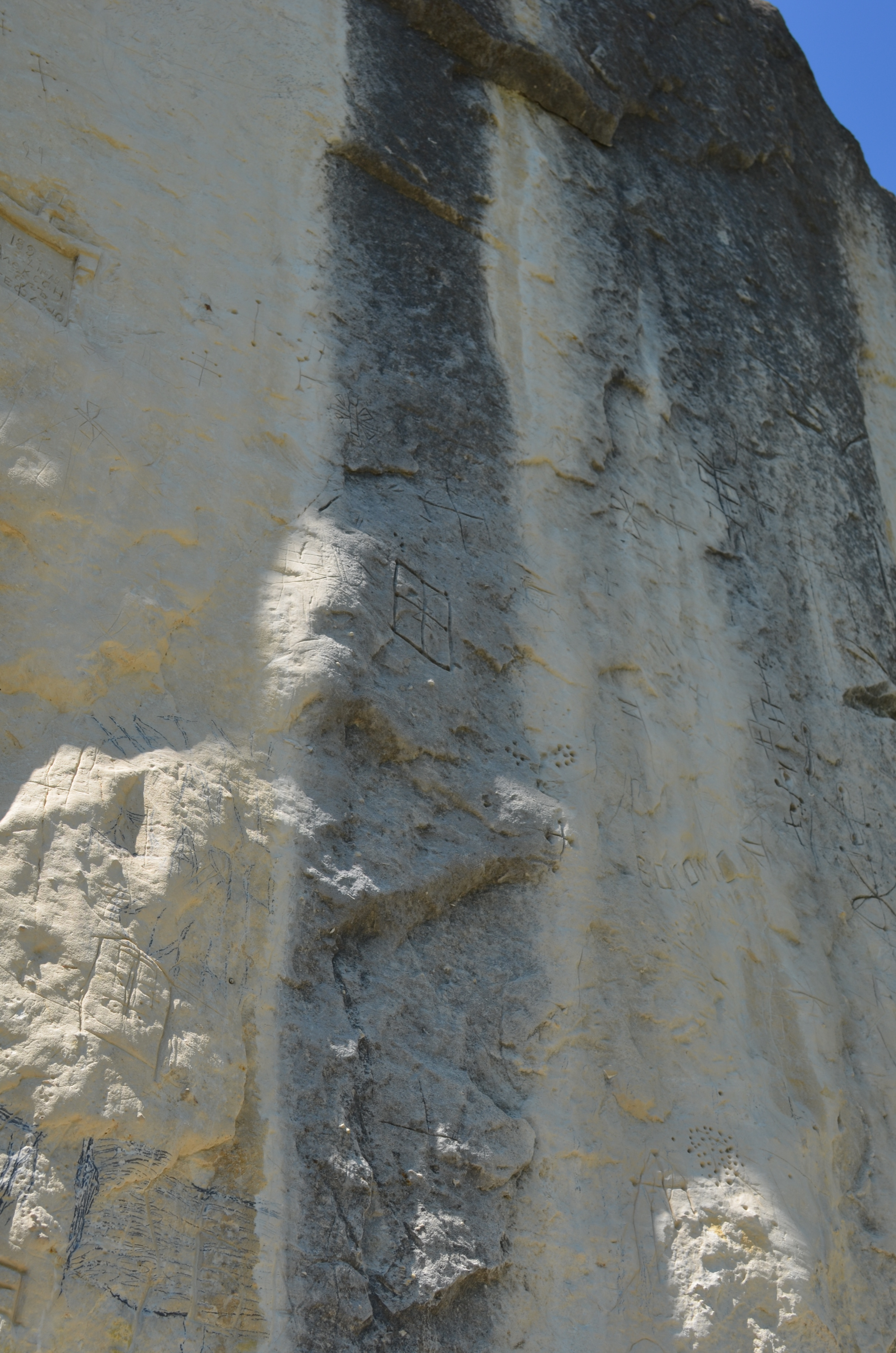
Давнє піктограмне письмо

Крім того, на території печер знаходився монастир, який став козацьким осередком. За свідченнями істориків, Нагорянські печери — місце збору Гайдамаків.
У печерах  на одній із скель скульптором Сергієм Сліпухою висічено барельєф Т. Г. Шевченка, який датується 12-тим червня 1920 року. Під час тимчасової німецької окупації барельєф було пошкоджено. На скелях зображено найдавніше в світі малюнкове письмо — піктограмне (40 тис. років тому).

## Пам'ятка природи
Геологічна пам'ятка природи місцевого значення «Нагорянські печери» отримала природоохоронний статус 1969 року (рішення облвиконкому від 30.07.1969 р. № 441 та від 29.08.1984 № 371). Під охороною площа 1 га, перебуває у віданні держгоспу «Дністер».

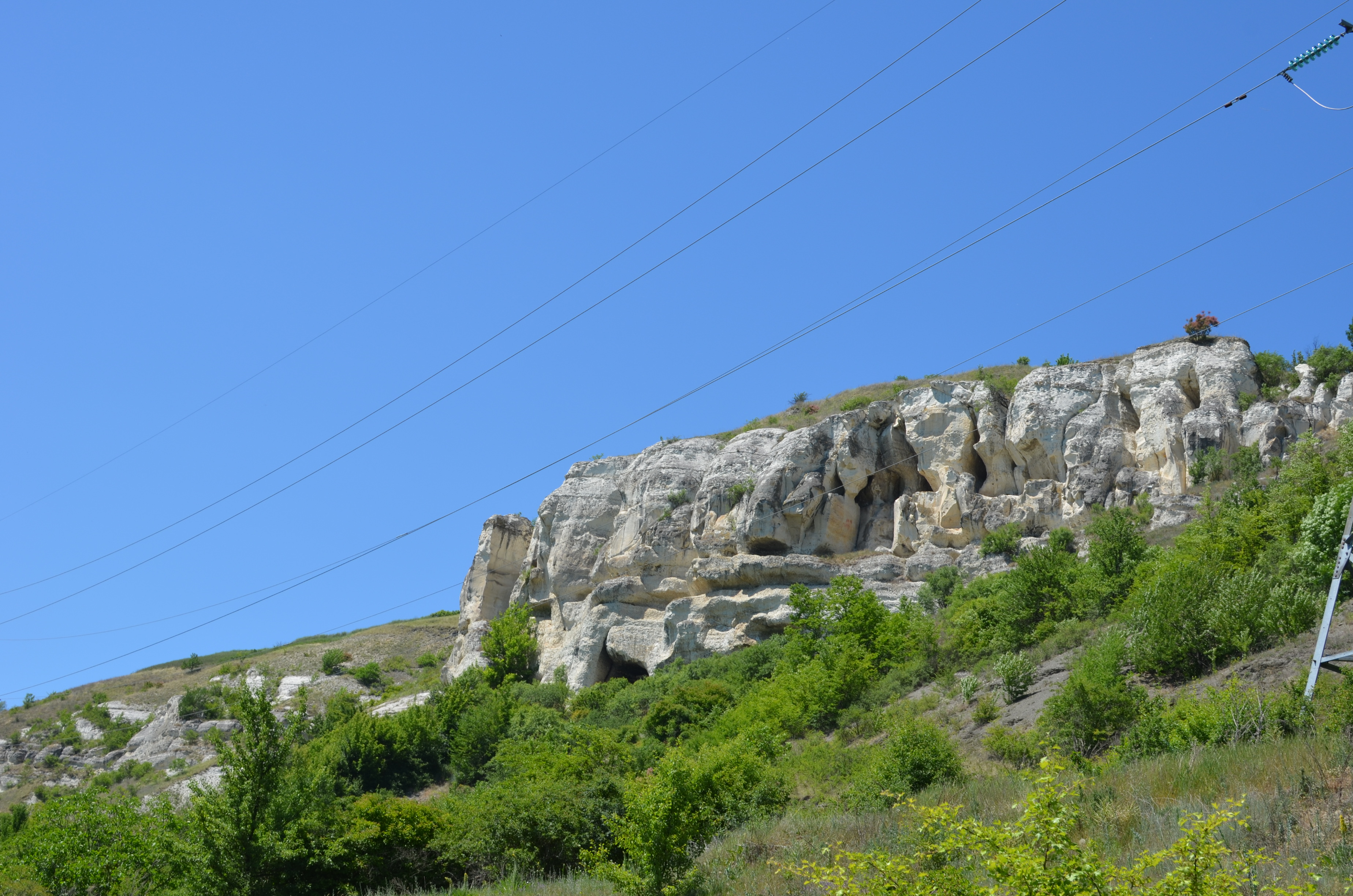
Печери
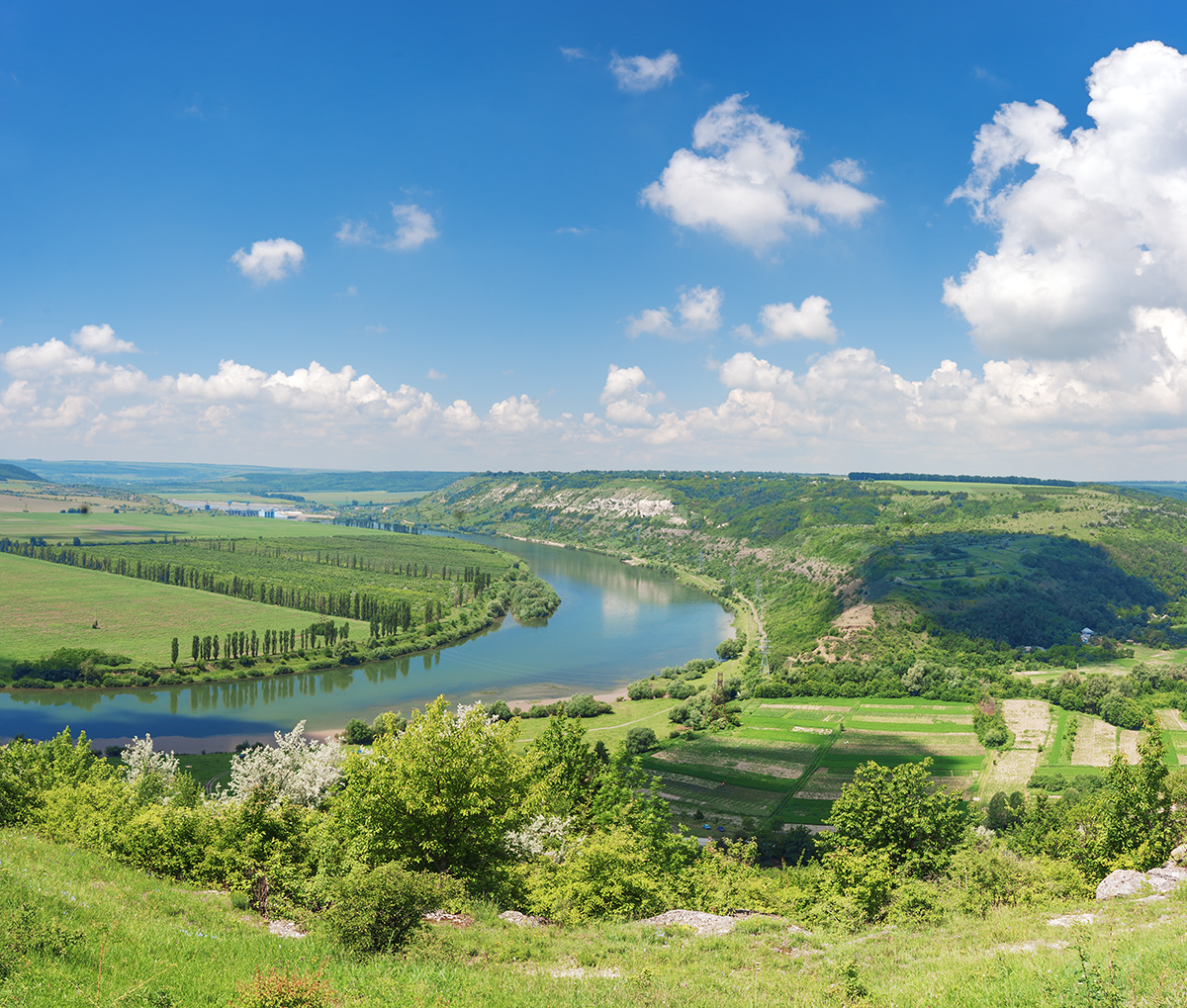
Вид на пам'ятку з Лядівського монастиря